# 样磨
样磨，又称咽面，是五代十国至辽宋时期生活在中亚的一个铁勒部落，与悦般有关，是现在维吾尔族与烏兹别克族的族源之一。
样磨部落的图腾是公驼。该部占有喀什与纳伦河（他们本身來自裡海）。他们后来加入回紇。在回鹘西迁後，占据了疏勒故地，后来成为黑汗王朝的一部分。疏勒至今是维吾尔族的聚居区。
俄罗斯学者巴托尔德认为，样磨为烏古斯人一支。